# Sitalces

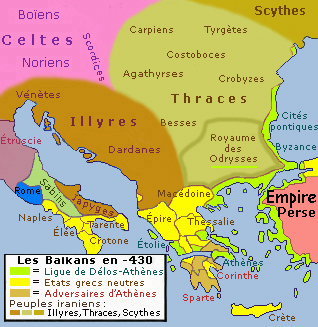
Mapa dos Bálcãs em, mostrando o reino Odrísio e a Trácia

Sitalces (r. 431–424 a.C.) foi um dos maiores reis trácios odrisianos. Filho de Teres I, após a morte de seu pai em 431 a.C. conquista o trono. 
Sitalces herdou um reino pequeno, porém com uma combinação de coragem e sabedoria, ele expandiu o seu reino, governando seus súditos com equidade, sendo um soldado corajoso nas batalhas e um hábil general, e prestando atenção nas suas receitas. Em pouco tempo, o Reino Odrísio da Trácia compreendia-se por toda a região de Abdera no sul até os montes do Danúbio ao norte, e de Bizâncio ao leste até a fonte do Rio Estrimão no oeste. 
No começo da Guerra do Peloponeso ele entrou em aliança com Atenas. Em 429 a.C. invadiu a Macedônia (até então governada por Pérdicas II) com um exército vasto que incluía tribos trácias independentes como os díos, os peônios, os agrianos e os leeos, mas foi obrigado a retirar-se devido à falta de provisões. Foi morto em 424 a.C. por trácios tribálios.
Ao final de seu reinado, ele controlava um território maior que qualquer antecessor seu no reino da Trácia: a faixa costeira do seu reino ia do território dos abderites até o Rio Ister, uma distância que a pé, levaria treze dias para ser percorrida, com uma receita anual maior que mil talentos e uma força militar de mais de 120 000 soldados de infantaria e 50 000 de cavalaria.  Sitalces foi sucedido por Seutes I.